# チーフベアハート
チーフベアハート (Chief Bearhart) は、カナダ生産の競走馬、種牡馬。主な勝ち鞍に1997年のブリーダーズカップ・ターフ、カナディアンインターナショナルステークス、1998年のマンハッタンハンデキャップなど。1997、1998年度のソヴリン賞年度代表馬、1997年度のエクリプス賞最優秀芝牡馬などに選出された。

## 戦績
- 特記事項なき場合、本節の出典はEQIBASE[1]、JBISサーチ[4]

1995年6月25日、ウッドバイン競馬場でのメイドン競走でデビューして4着。3歳初戦の2戦目で勝ちあがり、アローワンス競走を3着、1着としてカナダ三冠路線に向かう。カナダのダービーに相当するクイーンズプレートでは4着に終わったが、続くアローワンス競走で3勝目を挙げて臨んだ三冠最終戦のブリーダーズステークスでは2着馬に9馬身半差をつけて優勝。余勢でカナディアンインターナショナルステークスでもシングスピールの2着に入るが、ブリーダーズカップ・ターフはピルサドスキーの11着に終わる。それでも、1996年のソブリン賞最優秀芝牡馬に選ばれた。
4歳を迎えた1997年、初戦のメーカーズマークマイルステークスで2着に入ると、エルクホーンステークス、キングエドワードブリーダーズカップハンデキャップの2つのG3競走を連勝する。スターアンドストライプスブリーダーズカップハンデキャップ2着を挟み、秋はリステッド競走（カナダG2）のスカイクラシック1着からカナディアンインターナショナルステークスでG1競走初制覇を果たし、前年11着のブリーダーズカップ・ターフでもドイツのボルジアを4分の3馬身差おさえ、歴代3位となる2分23秒92のタイムで優勝。1997年は7戦して5勝2着2回、ソヴリン賞の年度代表馬、最優秀古牡馬、最優秀芝牡馬に加えてエクリプス賞の最優秀芝牡馬にも選ばれた。1998年も6月にマンハッタンハンデキャップを制してG1競走3勝目を挙げ、秋もカナダG1ナイアガラブリーダーズカップハンデキャップを勝ち、カナダG1に昇格したスカイクラシックハンデキャップも前年に続いて勝利した。その後は、カナディアンインターナショナルステークスではロイヤルアンセムから2馬身差の2着、ブリーダーズカップ・ターフはバックスボーイの4着、日本に遠征してのジャパンカップでエルコンドルパサーの4着と3戦勝てずじまいで、ジャパンカップが最後のレースとなった。引退後、ソヴリン賞の年度代表馬、最優秀古牡馬に2年連続で、最優秀芝牡馬に3年連続で選ばれた。

## 競走成績
以下の内容は、EQIBASE、JBISサーチの情報および記載法に基づく。
| 出走日         | 競馬場             | 競走名                     | 格     | 距離    | 馬場 | 着順 | 騎手          | 着差     | 1着（2着）馬       |
| -------------- | ------------------ | -------------------------- | ------ | ------- | ---- | ---- | ------------- | -------- | ------------------ |
| 1995年06月25日 | ウッドバイン       | メイドン                   |        | ダ5F    | 速   | 4着  | E. ラムザミー | 10馬身   | Frozen Ice         |
| 1996年03月23日 | フェアグラウンズ   | メイドン                   |        | 芝8F    | 堅良 | 1着  | R. ロメロ     | 4馬身    | (Mister Eye)       |
| 1996年04月13日 | キーンランド       | アローワンス               |        | 芝8.5F  | 堅良 | 3着  | R. ロメロ     | 6馬身    | Trail City         |
| 1996年05月26日 | ウッドバイン       | アローワンス               |        | ダ8.5F  | 速   | 1着  | S. ホウリー   | 6馬身1/2 | (Bold Decision)    |
| 1996年06月23日 | ウッドバイン       | プレートトライアル         | BT     | ダ9F    | 速   | 3着  | S. ホウリー   | 2馬身    | Northface          |
| 1996年07月07日 | ウッドバイン       | クイーンズプレート         |        | ダ10F   | 速   | 4着  | S. ホウリー   | 3馬身3/4 | Victor Cooly       |
| 1996年07月25日 | ウッドバイン       | アローワンス               |        | 芝11F   | 堅良 | 1着  | S. ホウリー   | 2馬身1/2 | (Set Ablaze)       |
| 1996年08月25日 | ウッドバイン       | ブリーダーズS              |        | 芝12F   | 堅良 | 1着  | M. ウォールズ | 9馬身1/2 | (Firm Dancer)      |
| 1996年09月29日 | ウッドバイン       | カナディアン国際S          | G1     | 芝12F   | 重   | 2着  | S. ホウリー   | 2馬身    | Singspiel          |
| 1996年10月26日 | ウッドバイン       | ブリーダーズカップ・ターフ | G1     | 芝12F   | 良   | 11着 | S. ホウリー   | 11馬身   | Pilsudski          |
| 1997年04月11日 | キーンランド       | メーカーズマークマイルS    | G3     | 芝8F    | 堅良 | 2着  | J. サントス   | 1/2馬身  | Influent           |
| 1997年04月25日 | キーンランド       | エルクホーンS              | G2     | 芝10F   | 堅良 | 1着  | J. サントス   | 1/2馬身  | (Snake Eyes)       |
| 1997年06月14日 | ウッドバイン       | キングエドワードBCH        | G3     | 芝9F    | 堅良 | 1着  | J. サントス   | 3馬身1/4 | (Crown Attorny)    |
| 1997年07月04日 | アーリントン       | スターズ＆ストライプスBCH  | G3     | 芝10F   | 堅良 | 2着  | J. サントス   | 頭       | Lakeshore Rod      |
| 1997年09月28日 | ウッドバイン       | スカイクラシックH          | L/加G2 | 芝11F   | 堅良 | 1着  | J. サントス   | 6馬身    | (Honor Glide)      |
| 1997年10月19日 | ウッドバイン       | カナディアン国際S          | G1     | 芝12F   | 堅良 | 1着  | J. サントス   | 2馬身1/4 | (Downth Asl)       |
| 1997年11月08日 | ハリウッドパーク   | ブリーダーズカップ・ターフ | G1     | 芝12F   | 堅良 | 1着  | J. サントス   | 3/4馬身  | (Borgia)           |
| 1998年04月22日 | キーンランド       | エルクホーンS              | G3     | 芝12F   | 稍重 | 2着  | J. サントス   | 3/4馬身  | African Dancer     |
| 1998年06月06日 | ベルモントパーク   | マンハッタンH              | G1     | 芝10F   | 堅良 | 1着  | J. サントス   | 1馬身3/4 | (Dvonwood)         |
| 1998年07月11日 | ベルモントパーク   | ボーリンググリーンH        | G2     | 芝11F   | 堅良 | 3着  | J. サントス   | 4馬身1/4 | Cetewayo           |
| 1998年08月15日 | サラトガ           | ソードダンサー招待H        | G1     | 芝12F   | 堅良 | 5着  | J. サントス   | 3馬身1/2 | Cetewayo           |
| 1998年09月05日 | ウッドバイン       | ナイアガラBCH              | L/加G1 | 芝12F   | 堅良 | 1着  | J. サントス   | 2馬身3/4 | (Green Means Go)   |
| 1998年09月27日 | ウッドバイン       | スカイクラシックH          | L/加G1 | 芝11F   | 稍重 | 1着  | J. サントス   | 3馬身1/4 | (Green Means Go)   |
| 1998年10月18日 | ウッドバイン       | カナディアン国際S          | G1     | 芝12F   | 堅良 | 2着  | J. サントス   | 2馬身    | Royal Anthem       |
| 1998年11月07日 | チャーチルダウンズ | ブリーダーズカップ・ターフ | G1     | 芝12F   | 堅良 | 4着  | J. サントス   | 3馬身    | Buck's Boy         |
| 1998年11月29日 | 東京               | ジャパンC                  | GI     | 芝2400m | 良   | 4着  | J. サントス   | 5馬身    | エルコンドルパサー |

- BT：ブラックタイプ競走

## 引退後
引退後は一旦カナダに帰国ののち、JRAに420万ドル（約5億円）で購買され、1999年に再来日して日本軽種馬協会静内種馬場で種牡馬入りした。シャトル種牡馬としてニュージーランドでも種付けを行い、日本でも14年間の供用で血統登録頭数604頭、出走頭数はそのうちの530頭を記録。2002年には、カナダ競馬殿堂入りを果たした。2012年4月ごろから体調を崩して療養生活を送っていたものの、9月18日午前6時に急性心不全のため静内種馬場で死亡した。

### 主な産駒
太字はGI級競走
- 2000年産
  - マーブルチーフ（京都新聞杯）[9]
  - エアセレソン（新潟大賞典）[10]
- 2002年産
  - マイネルレコルト（朝日杯フューチュリティステークス、新潟2歳ステークス）[5][11]
  - Shikoba（サートリストラムフィリーズクラシック＜新G2＞）[5][12]
  - メルシーエイタイム（中山大障害、東京ハイジャンプ）[5][13]
- 2003年産
  - マイネルキッツ（天皇賞（春）、日経賞、ステイヤーズステークス）[5][14]
  - コウエイノホシ（大井記念）[15]
  - マキノチーフ（ロジータ記念）[16]
- 2004年産
  - トーホウレーサー（ニュージーランドトロフィー）[17]
  - ナムラマース（札幌2歳ステークス、毎日杯）[18]
  - ビービーガルダン（阪急杯、キーンランドカップ）[19]
  - トミノダンディ（オータムカップ）[20]
  - マツリダワルツ（ひまわり賞）[21]
- 2007年産
  - レッドエンゼル（門松賞）[22]
- 2008年産
  - マイネルラクリマ（京都金杯、七夕賞、オールカマー）[23]
  - リジョウクラウン（園田プリンセスカップ、若草賞）[24]
  - ディアフロイデ（九州オールカマー、由布岳賞、尾鈴山賞）[25]
- 2013年産
  - ナムラバイオレット（早池峰スーパースプリント）[26]

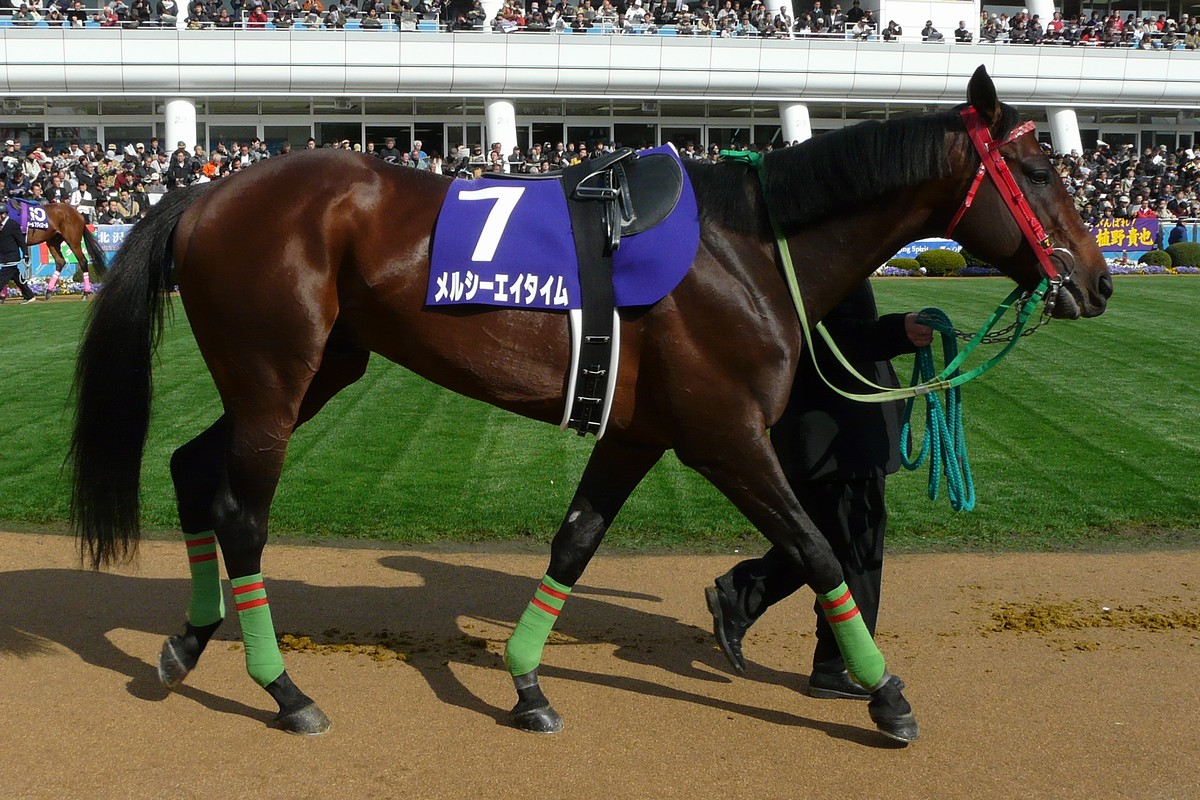
メルシーエイタイム（2002年産）
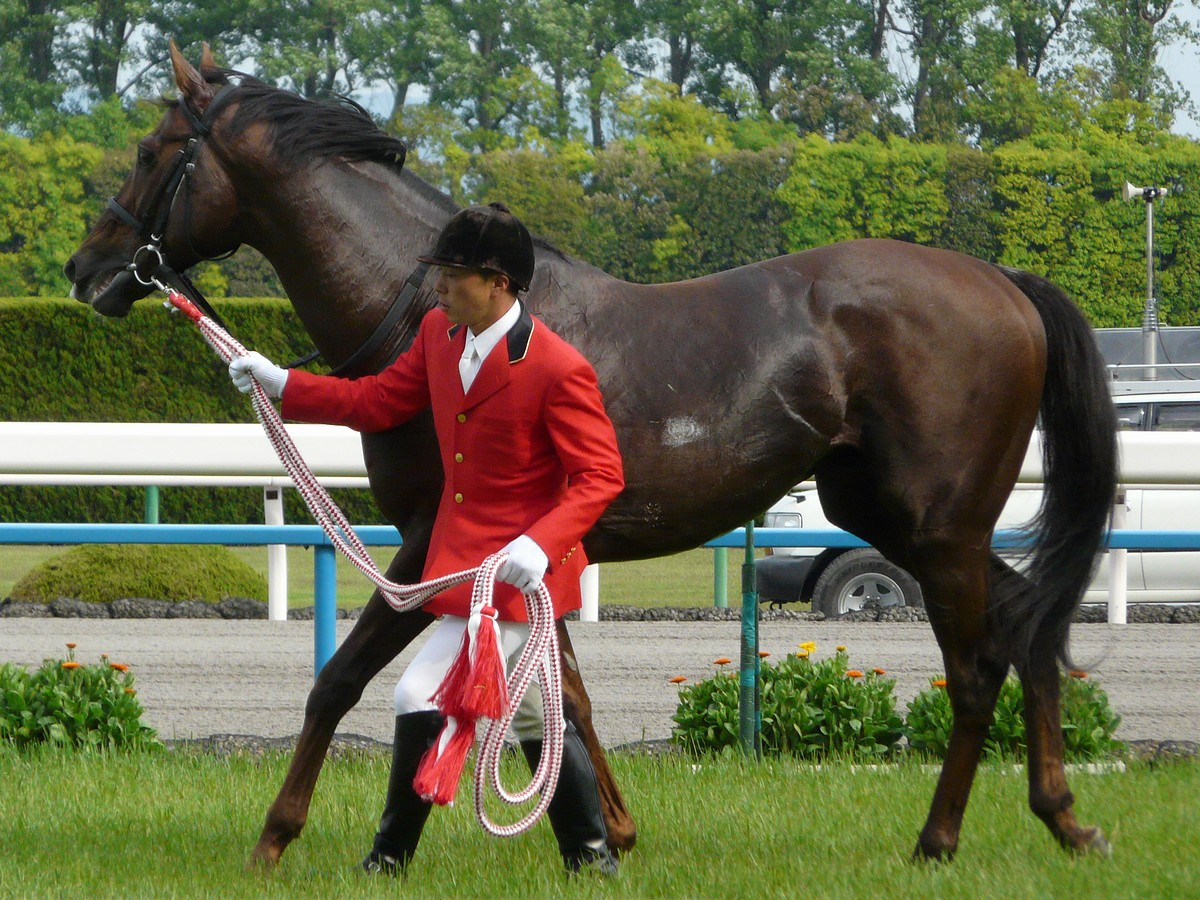
マイネルキッツ（2003年産 ）

### ブルードメアサイアーとしての主な産駒
- 2004年産
  - キンノライチョウ（父マチカネキンノホシ：平和賞）[27]
- 2008年産
  - ナムラダイキチ（父スパイキュール：MRO金賞、オータムスプリントカップ2回、サラブレッド大賞典、中日杯2回、スプリングカップ、イヌワシ賞、北國王冠2回、オグリキャップ記念、百万石賞2回）[28]
- 2009年産
  - ポアゾンブラック（父マイネルラヴ：NARグランプリ最優秀短距離馬。道営スプリント、グランシャリオ門別スプリント、菊水賞、園田ジュニアカップ）[29]
- 2012年産
  - スペクトル（父スニッツェル：ウイナーカップ）[30]
- 2013年産
  - ロードクエスト（父マツリダゴッホ：スワンステークス、京成杯オータムハンデキャップ、新潟2歳ステークス）[31]
- 2017年産
  - エムエスオープン（父バトルプラン：新春ペガサスカップ、中京ペガスターカップ）[32]

## 血統表
| チーフベアハートの血統       | チーフベアハートの血統                                                            | チーフベアハートの血統                                                            | （血統表の出典）                                                                  | （血統表の出典） |
| 父系                         | ダンジグ系                                                                        | ダンジグ系                                                                        | ダンジグ系                                                                        | [ § 2 ]          |
| 父 Chief's Crown 1982 鹿毛   | 父の父Danzig 1977 鹿毛                                                            | Northern Dancer                                                                   | Nearctic                                                                          | Nearctic         |
| 父 Chief's Crown 1982 鹿毛   | 父の父Danzig 1977 鹿毛                                                            | Northern Dancer                                                                   | Natalma                                                                           |                  |
| 父 Chief's Crown 1982 鹿毛   | 父の父Danzig 1977 鹿毛                                                            | Pas de Nom                                                                        | Admiral's Voyage                                                                  | Admiral's Voyage |
| 父 Chief's Crown 1982 鹿毛   | 父の父Danzig 1977 鹿毛                                                            | Pas de Nom                                                                        | Petitioner                                                                        |                  |
| 父 Chief's Crown 1982 鹿毛   | 父の母Six Crowns 1976 栗毛                                                        | Secretariat                                                                       | Bold Ruler                                                                        | Bold Ruler       |
| 父 Chief's Crown 1982 鹿毛   | 父の母Six Crowns 1976 栗毛                                                        | Secretariat                                                                       | Somethingroyal                                                                    |                  |
| 父 Chief's Crown 1982 鹿毛   | 父の母Six Crowns 1976 栗毛                                                        | Chris Evert                                                                       | Swoon's Son                                                                       | Swoon's Son      |
| 父 Chief's Crown 1982 鹿毛   | 父の母Six Crowns 1976 栗毛                                                        | Chris Evert                                                                       | Miss Carmie                                                                       |                  |
| 母 Amelia Bearhart 1983 栗毛 | 母の父Bold Hour 1964 黒鹿毛                                                       | Bold Ruler                                                                        | Nasrullah                                                                         | Nasrullah        |
| 母 Amelia Bearhart 1983 栗毛 | 母の父Bold Hour 1964 黒鹿毛                                                       | Bold Ruler                                                                        | Miss Disco                                                                        |                  |
| 母 Amelia Bearhart 1983 栗毛 | 母の父Bold Hour 1964 黒鹿毛                                                       | Seven Thirty                                                                      | Mr.Music                                                                          | Mr.Music         |
| 母 Amelia Bearhart 1983 栗毛 | 母の父Bold Hour 1964 黒鹿毛                                                       | Seven Thirty                                                                      | Time to Dine                                                                      |                  |
| 母 Amelia Bearhart 1983 栗毛 | 母の母Myrtlewood Lass 1972 鹿毛                                                   | Ribot                                                                             | Tenerani                                                                          | Tenerani         |
| 母 Amelia Bearhart 1983 栗毛 | 母の母Myrtlewood Lass 1972 鹿毛                                                   | Ribot                                                                             | Romanella                                                                         |                  |
| 母 Amelia Bearhart 1983 栗毛 | 母の母Myrtlewood Lass 1972 鹿毛                                                   | Gold Digger                                                                       | Nashua                                                                            | Nashua           |
| 母 Amelia Bearhart 1983 栗毛 | 母の母Myrtlewood Lass 1972 鹿毛                                                   | Gold Digger                                                                       | Sequence                                                                          |                  |
| 母系(F-No.)                  | (FN:13-c)                                                                         | (FN:13-c)                                                                         | (FN:13-c)                                                                         | [ § 3 ]          |
| 5代内の近親交配              | Bold Ruler 4 × 3 = 18.75%、Nasrullah 5 × 4 × 5 = 12.50%、Nearco 5 × 5 × 5 = 9.38% | Bold Ruler 4 × 3 = 18.75%、Nasrullah 5 × 4 × 5 = 12.50%、Nearco 5 × 5 × 5 = 9.38% | Bold Ruler 4 × 3 = 18.75%、Nasrullah 5 × 4 × 5 = 12.50%、Nearco 5 × 5 × 5 = 9.38% | [ § 4 ]          |
| 出典                         | 1. 2. 3. 4.                                                                       | 1. 2. 3. 4.                                                                       | 1. 2. 3. 4.                                                                       | 1. 2. 3. 4.      |

- 半兄にエクスプロシブレッド（ハリウッドダービー）、近親にオウケンブルースリ（菊花賞）[34]